# عزبة

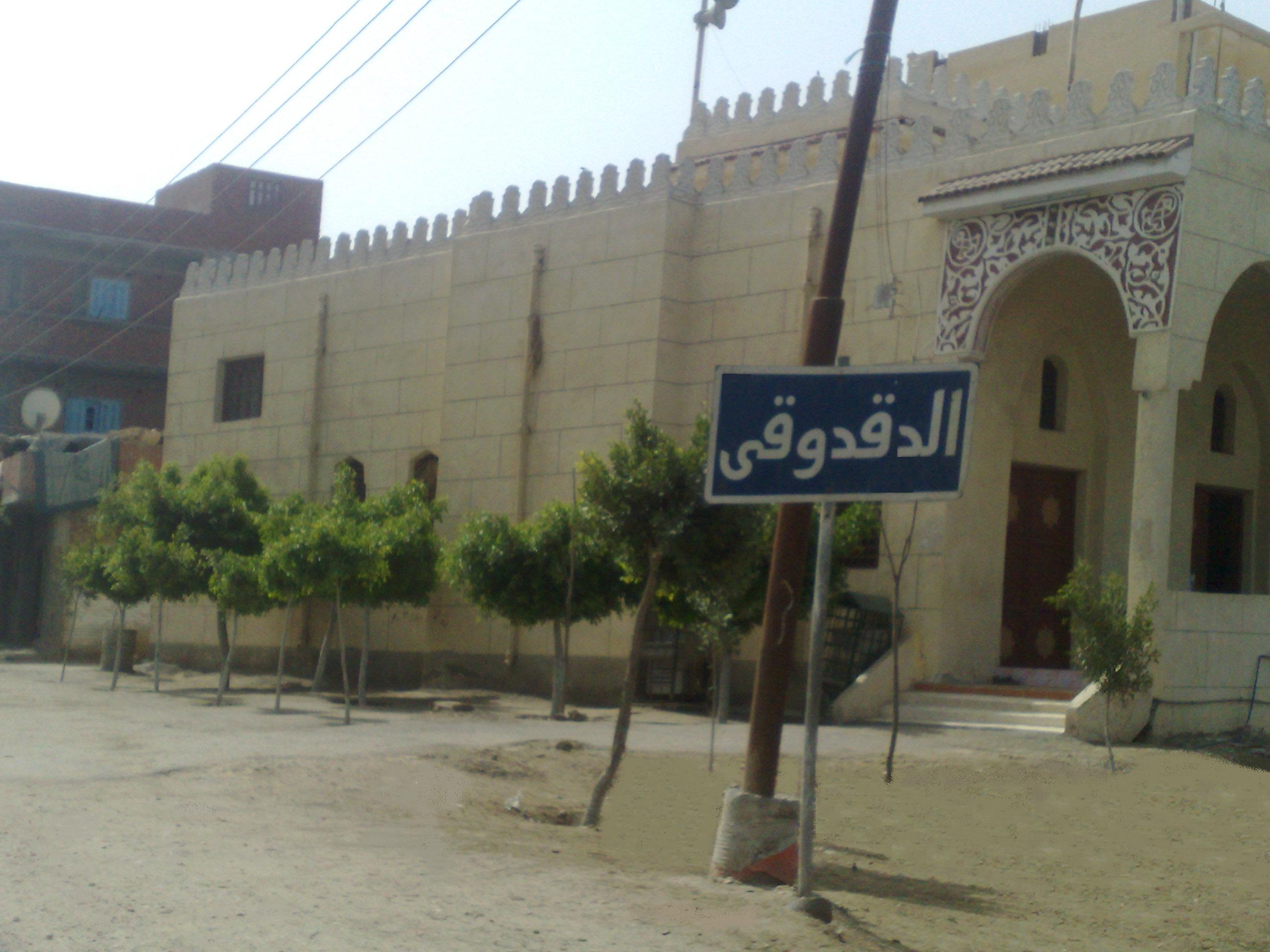
عِزبة الدقدوقي التابعة للوحدة المحلية لقرية كنيسة الصرادوسي بمركز دسوق، كمثال على العِزب.

العِزبة هي مصطلح يُطلق على تجمع سكني محدود وسط الأراضي الزراعية أو على حوافها في مصر.

## الوصف العام
ارتبط ظهور العزب في مصر باحتياج زراعة حدائق الفاكهة إلى إقامة قريبة منها للعناية بها وحراستها كمنشآت العزب في وسطها، ويقيم المالك بيته أو قصره الخاص بها.
العزبة تختلف عن القرية من حيث حجمها وشكلها وعدد سكانها، فمن حيث الشكل فهي عادةً غير مخططة وحجمها صغير قد يصل إلى 4 إلى 6 بيوت في الماضي، والآن تحوي سكاناً أكثر مع تزايد النمو السكاني في مصر، فقد كانت في الماضي تحوي العزبة وزمامها على 50 إلى 500 نسمة، أما الآن فقد يزيد عدد سكانها عن 2,000 نسمة.

## تاريخ
ارتبطت العزب بالأبعاديات منذ القرن التاسع عشر؛ لأن معظم الأراضي التي وهبها حكام هذه الفترة للكثيرين كانت بعيدة عن القرى والكفور، ومن ثم لجأ المُلّاك إلى إقامة مساكن بسيطة للعمال أطلقوا عليها "العِزب"، وعادةً يُطلق اسم مالكها عليها أو اسم العربان الذين استصلحوها.